# あづり越
あづり越（あづりごえ）は、徳島県徳島市上八万町と徳島市北山町の境にある峠である。あずり越と表記される場合もある。標高115m。

## 地理
徳島市の向寺山にある徳島県文化の森総合公園から徳島市総合動植物公園（とくしま動物園・とくしま植物園）を結ぶ峠で、かつて源義経があずり（徳島弁で苦労しての意味）ながら越えたのであずり峠と呼ばれるようになった。空海もこの峠を越えて四国八十八箇所霊場・十八番札所恩山寺へ向かったと云われている。この峠は古い遍路道であり、これまで整備されていなかったが徳島県立城西高等学校の生徒のボランティア活動等で現在はかなり整備されている。
2019年7月現在ではこのあづり越の峠前後は歩き遍路が通らないため大変荒れている。特に障害者施設「あおばの杜」から登りだすと峠手前の中間あたりから背の高い草で道が消えているが、足元の沢らしき形状を頼りに上がると峠に達する。地元の方々やお遍路さんの再度の整備が望まれるところ。
峠の麓にはポルトガルの外交官・ヴェンセスラウ・デ・モラエスゆかりの寺である地蔵院東海寺がある。
あづり越という名称がつけられたのは明治以降で、それまでは阿津伊地越（あづいじごえ）、もしくは安土越と呼ばれていた。国土地理院での正式名称はあづり越であるが、地元ではあずり越と呼ばれている。